# 한국표준과학연구원
한국표준과학연구원(韓國標準科學硏究院, Korea Research Institute of Standards and Science, KRISS)은 국가 측정 표준 대표 기관으로 국가 측정 표준 확립, 측정 과학기술 연구 및 개발하는 기관이다.

## 개요
주요 기능은 길이, 시간, 질량 등 국가 측정 표준 확립 및 유지 향상, 첨단 산업에서 필요한 새로운 측정 과학기술 및 평가 기술 개발, 산업체 측정기기에 대한 교정·시험 및 인증 표준 물질(CRM) 보급이다. 또한 산업체에 기술 자문, 지원, 교육 훈련을 수행함으로써 국가경제, 과학기술 발전 및 국민의 삶의 질 향상에 기여하고 있다. 과학기술정보통신부 산하 기타공공기관으로 지정되어 있으며 대전광역시 유성구 가정로 267에 위치하고 있다.

## 연혁
- 1975년 12월 24일: 한국표준연구소 설립
- 1978년 3월 27일: 대덕연구개발특구 내 현 위치 입주
- 1979년 5월 7일: 국가교정검사업무 시작
- 1984년 11월 19일: 표준주파수국(HLA) 개국
- 1991년 10월 17일: 한국표준과학연구원으로 기관 명칭 변경
- 1999년 2월 8일: 국가표준기본법에 국가측정표준대표기관으로 명문화
- 2004년 10월 23일: 과학기술부 소속 공공기술연구회 소관연구기관으로 변경
- 2008년 3월 25일: 교육과학기술부 소속 기초기술연구회 소관연구기관으로 변경
- 2013년 4월: 미래창조과학부 소속 기초기술연구회 소관연구기관으로 변경

## 조직
- 감사
- 감사부

### 한국표준과학연구원장
- 연구업무심의회
- 정책전략부
  - 정책실
  - 국제전략실
  - 연구전략실

#### 부원장
- 첨단측정장비연구소
- 양자기술연구소
- 소재융합측정연구소
- 안전측정연구소

##### 물리표준본부
- 광학표준센터
- 시간표준센터
- 역학표준센터
- 열유체표준센터
- 전자기표준센터

##### 화학의료표준본부
- 가스분석표준센터
- 바이오분석표준센터
- 방사선표준센터
- 분석화학표준센터
- 의료융합표준센터

##### 산업응용측정부
- 나노구조측정센터
- 나노바이오측정센터
- 소재에너지융합측정센터
- 안전측정센터
- 융합물성측정센터

##### 성과확산본부
- 측정표준서비스센터
- 중소기업협력센터
- 기술이전센터
- 국가참조표준센터

##### 경영기획부
- 기획실
- 홍보실
- 국제협력실
- 정보전산실

##### 행정부
- 총무복지실
- 인적자원실
- 사업재무실
- 구매자산실
- 시설안전실

## 개발 성과
- 대한민국 표준 시계 KRISS-1 개발
- 촉각 센서를 이용한 초소형 박막형 마우스 및 터치 스크린 기술 개발
- 비선형 광학 레이저(CARS) 현미경 개발
- 정밀 비구면 광학거울 개발

## 같이 보기
- 도량형학